# Тахтаджянианта
Тахтаджяниа́нта (лат. Takhtajaniantha) — монотипный род растений трибы Цикориевые (Cichorieae) семейства Астровые (Asteraceae).

## Название
Название дано в честь российского ботаника, всемирно признанного биолога-эволюциониста; академика РАН Армена Леоновича Тахтаджяна (1910—2009).

## Ботаническое описание
Многолетнее травянистое растение до 30 см высоты с клубнем, расположенным у конца корня и очень глубоко погружённым в почву и сильно слоистой-волокнистой корневой шейкой.
Стебель тонкий, прямостоячий, раскидистый, извилисто-ветвистый.
Листья многочисленные, до 2 мм шириной, линейно-нитевидные, слабо клочковато-опушённые или оголяющиеся, спирально закрученные у верхушки.
Обёртка в цветках 1,5—3 см, при плодах до 4,5 см длиной, цилиндрическая, с сильно укороченными овальными наружными листиками и туповатыми продолговато-линейными внутренними. Цветки язычковые, жёлтые.
Семянки 8—12 мм длиной, гладкие, цилиндрические, бороздчато-ребристые. Хохолок белый, 22—25 мм длиной, растопыренный.

## Географическое распространение и экология
Распространён в Передней Азии, восточной Анатолии, южном Закавказье, на юго-востоке Европы, в Иране, Пакистане, Центральной Азии.
Тахтаджянианта крошечная — ксероморфный вид, произрастающий на песках, солончаках, каменистых склонах.

## Хозяйственное значение и применение
Местное население употребляет клубни в варёном и печёном виде, сушит и толчёт их. Клубни съедобны и вкусны даже в сыром состоянии.

## Классификация

### Таксономия
Род Тахтаджянианта входит в семейство Астровые, или Сложноцветные (Asteraceae или Compositae) порядка Астроцветные (Asterales)

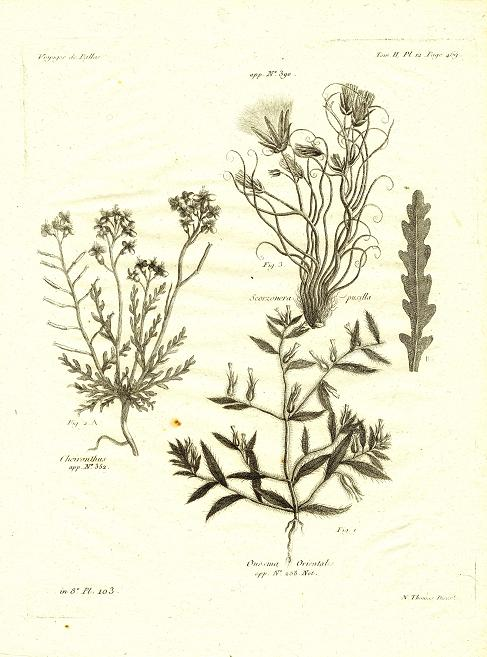
Cheiranthus, Scorzonera pusilla, Onosma orientalis. Гравюра Nicolas Thomas из атласа к книге P. S. Pallas. Bemerkungen auf einer Reise in die südlichen Statthalterschaften des Rußischen Reichs in den Jahren 1793 und 1794 (Leipzig, 1799—1801)

|  |                                      |  |                                                             |                                                             |                    |  | ещё 12 семейств (согласно Системе APG II) |                |                    |       |
|  |                                      |  |                                                             |                                                             |                    |  |                                           |                |                    | 1 вид |
|  |                                      |  |                                                             | порядок Астроцветные                                        |                    |  |                                           |                | род Тахтаджянианта |       |
|  |                                      |  |                                                             | порядок Астроцветные                                        |                    |  |                                           |                | род Тахтаджянианта |       |
|  | отдел Цветковые, или Покрытосеменные |  |                                                             |                                                             | семейство Астровые |  |                                           |                |                    |       |
|  | отдел Цветковые, или Покрытосеменные |  |                                                             |                                                             |                    |  |                                           |                |                    |       |
|  |                                      |  | ещё 44 порядка цветковых растений (согласно Системе APG II) | ещё 44 порядка цветковых растений (согласно Системе APG II) |                    |  |                                           | ещё ≈950 родов | ещё ≈950 родов     |       |
|  |                                      |  |                                                             | ещё 44 порядка цветковых растений (согласно Системе APG II) |                    |  |                                           |                | ещё ≈950 родов     |       |

Синонимы: Scorzonera pusilla Pall.(1773)basionym, Scorzonera popovii Lipsch., Scorzonera circinnata Pall., Scorzonera scoparia Lipsch., Scorzonera astrachanica  DC.

### Систематическое положение
Морфологически род Тахтаджянианта (Takhtajaniantha) хорошо отличается от близкого рода Козелец (Scorzonera) клубнем, очень глубоко погружённым в почву, раскидистым стеблем и спирально закрученными у верхушки листьями.
Цитологически тахтаджянианта отличается об близких видов козельцов асимметричным кариотипом, что свидетельствует о её гибридном происхождении. Преобладание в амфидиплоидном наборе субметацентрических хромосом (что не свойственно видам рода Козелец) свидетельствует о значительной роли структурных перестроек в эволюции данного вида.

## Охранный статус
Внесена в Красную книгу Азербайджанской ССР (1989) и Красную книгу Волгоградской области
Охраняется в Репетекском заповеднике.